# The Appleseed Cast
The Appleseed Cast ist eine 1997 in Südkalifornien gegründete, stark vom 1990er-Jahre-Emo-Sound beeinflusste Indie-Rock-Band, deren Werk man aber zum Teil auch dem Post-Rock zuordnen kann.

## Geschichte
Christopher Crisci (Gesang, Gitarre),  Aaron Pillar (Gitarre, Gesang), Jason Wickersheim (E-Bass) und Louie Ruiz (Schlagzeug) gründeten 1997 in Südkalifornien eine Band namens December's Tragic Drive. Dieser Name ist an eine Textzeile aus dem Song Seven von Sunny Day Real Estate angelehnt.
1998 benannten sie sich in The Appleseed Cast um und wurden bei dem Label Deep Elm Records unter Vertrag genommen. Dort erschien ihr Debütwerk The End Of The Ring Wars, welches großen Underground-Erfolg einfuhr. 1999 zogen sie nach Kansas, allerdings wollte Louie Ruiz nicht mitkommen, weshalb er durch Josh Baruth ersetzt wurde.
Noch bevor 2000 das zweite Album Mare Vitalis erschien, wurde Bassist Jason Wickersheim aufgrund von Streitigkeiten mit dem Rest der Mitglieder aus der Band geworfen. Als Ersatz wurde Marc Young verpflichtet. 2001 erschienen Low Level Owl Volume One und Low Level Owl Volume Two im Abstand von zwei Monaten. Die auf dem 2002 erschienenen Album Lost Songs enthaltenen Stücke wurden bereits in der Zeit zwischen End Of The Ring Wars und Mare Vitalis geschrieben, jedoch wegen der Umbrüche innerhalb der Band zunächst nicht aufgenommen. Der Vertrag bei Deep Elm wurde mit Lost Songs erfüllt. Schon 2003 kamen sie mit dem neuen Bandmitglied Jordan Geiger (Keyboard) bei New Yorks Tiger Style Records unter Vertrag und veröffentlichten Two Conversations.
Kurz nach der Two Conversations-Veröffentlichung kam es zu Spannungen zwischen den Bandmitgliedern, infolge derer der bisherige Schlagzeuger Josh Baruth seinen Dienst 2004 quittierte, um ein Studium aufzunehmen. Während das Tigerstyle Label aus finanziellen Gründen aufgelöst wurde, startete Crisci ein Nebenprojekt namens Old Canes und Jordan Geiger verließ Appleseed Cast ebenfalls. Zu diesem Zeitpunkt war ungewiss, ob die Band jemals ein weiteres Album veröffentlichen würde.
Erst im Jahr 2005 entschlossen sich die verbliebenen Bandmitglieder Crisci, Pillar und Young, Nathan Richardson als neuen Schlagzeuger aufzunehmen und einen Vertrag bei dem Label Militia Group zu unterschreiben. Dort erschien das Album Peregrine im April 2006. Noch im selben Jahr verließ Nathan Richardson die Band wieder und wurde durch Aaron Coker ersetzt. Coker begleitete die Band bis zur Veröffentlichung des nächsten Studioalbums Sagarmatha im Jahre 2009. Mit Bassist Marc Young hatte sich zuvor schon der zweite Musiker für ein Studium und somit gegen den Verbleib in der Band entschieden.
Seit der Veröffentlichung von Sagarmatha galten zunächst die Gründungsmitglieder Christopher Crisci und Aaron Pillar als einzige echte Bandmitglieder, die nur auf Tourneen von einem Schlagzeuger und einem Bassisten ergänzt werden sollten. Diese Rollen wurden von Nate Whitman (Bass) und John Momberg (Schlagzeug) ausgefüllt.
Im Juni 2011 erschien die EP Middle States. Später im Jahre 2011 wurde zunächst erklärt, dass auch Pillar on tour vertreten werden müsse, da er zusammen mit seiner Ehefrau ein Catering-Unternehmen aufgezogen habe, das längere Abwesenheiten nicht zuließe. Ihn vertrat Ted Stevens, der sonst für Cursive und Mayday tätig ist. Dann wurde offiziell der Ausstieg Aaron Pillars bekannt. Als Gründe hierfür gab er neben dem Betrieb seiner Catering-Firma auch unterschiedliche Vorstellungen zwischen ihm und dem Rest der Band bezüglich der weiteren musikalischen Entwicklung an. Die musikalische Trennung von seinem langjährigen Bandgefährten Crisci sei aber freundschaftlich erfolgt. Inzwischen hat Pillar die Band MonsoonLazer gegründet.
2013 erschien das Studioalbum Illumination Ritual auf Graveface Records. Neben Crisci und Whitman zählen jetzt Taylor Holenbeck (Gitarre) und Nathan Wilder (Schlagzeug) zu den Bandmitgliedern.

## Stil
Das Ox-Fanzine befand anlässlich einer retrospektiven Rezension der 2001 erschienenen Alben Low Level Owl I+II, The Appleseed Cast hätten 1998 auf ihrem Debütalbum The End Of The Ring Wars noch den „typischen Sound des Midwest-Emo“ präsentiert, während bereits das Nachfolgealbum Mare Vitalis „unbeschwerte Momente und geradezu beschwingte Stimmungen“ aufweise. Low Level Owl sei ein Konzeptalbum, das seine Wurzeln im Math-Rock habe und die Genres Progrock, Spacerock, Ambient und Drone streife.

## Diskografie (Auszug)
- 1998: The End of the Ring Wars (Deep Elm)
- 2000: Mare Vitalis (Deep Elm)
- 2001: Low Level Owl I (Deep Elm)
- 2001: Low Level Owl II (Deep Elm)
- 2002: Lost Songs (Deep Elm)
- 2003: Two Conversations (Tiger Style)
- 2006: Peregrine (Militia Group)
- 2009: Sagarmatha (Militia Group)
- 2011: Middle States (EP, Graveface Records)
- 2013: Illumination Ritual (Graveface Records)
- 2019: The Fleeting Light of Impermanence (Graveface Records)